# Вайлі (Техас)
Вайлі (англ. Wylie) — місто (англ. city) в США, в окрузі Коллін штату Техас. Населення — 57 526 осіб (2020).

## Географія
Вайлі розташоване за координатами 33°2′10″ пн. ш. 96°30′54″ зх. д. / 33.03611° пн. ш. 96.51500° зх. д. (33.036248, -96.515002).  За даними Бюро перепису населення США в 2010 році місто мало площу 91,47 км², з яких 54,49 км² — суходіл та 36,99 км² — водойми. В 2017 році площа становила 96,31 км², з яких 56,87 км² — суходіл та 39,45 км² — водойми.

## Демографія
Згідно з переписом 2010 року, у місті мешкало 41 427 осіб у 13 237 домогосподарствах у складі 10 900 родин. Густота населення становила 453 особи/км².  Було 13840 помешкань (151/км²).
Расовий склад населення:
| - 71,2 % — білих - 12,4 % — чорних або афроамериканців - 5,6 % — азіатів - 0,6 % — корінних американців - 0,1 % — вихідців з тихоокеанських островів - 6,9 % — осіб інших рас |

До двох чи більше рас належало 3,3 %. Частка іспаномовних становила 17,9 % від усіх жителів.
За віковим діапазоном населення розподілялося таким чином: 33,6 % — особи молодші 18 років, 61,3 % — особи у віці 18—64 років, 5,1 % — особи у віці 65 років та старші. Медіана віку мешканця становила 31,7 року. На 100 осіб жіночої статі у місті припадало 95,1 чоловіків;  на 100 жінок у віці від 18 років та старших — 92,2 чоловіків також старших 18 років.
Середній дохід на одне домашнє господарство  становив 89 438 доларів США (медіана — 81 799), а середній дохід на одну сім'ю — 93 954 долари (медіана — 86 515). Медіана доходів становила 61 242 долари для чоловіків та 42 717 доларів для жінок. За межею бідності перебувало 5,9 % осіб, у тому числі 6,5 % дітей у віці до 18 років та 10,0 % осіб у віці 65 років та старших.
Цивільне працевлаштоване населення становило 22 463 особи. Основні галузі зайнятості: освіта, охорона здоров'я та соціальна допомога — 23,0 %, науковці, спеціалісти, менеджери — 14,2 %, роздрібна торгівля — 12,8 %, виробництво — 12,6 %.